# Nuevo Bolognesi
Nuevo Bolognesi es un caserío peruano ubicado en el distrito de Sondorillo, perteneciente a la provincia de Huancabamba del departamento de Piura, al norte del Perú. 

## Ubicación
Nuevo Bolognesi se ubica al norte de la provincia de Huancabamba, en el distrito de Sondorillo, en el departamento de Piura.

## Demografía
En 2017 Nuevo Bolognesi tenía una población de 142 habitantes.